# 欧州連合公務員裁判所
欧州連合公務員裁判所（おうしゅうれんごうこうむいんさいばんしょ、別称: 欧州連合職員裁判所、英: Civil Service Tribunal、仏: Tribunal de la fonction publique）は、欧州連合機関の業務に従事する職員と欧州連合機関の間の紛争解決に特化した国際裁判所である。欧州連合司法裁判所 (略称: CJEU) の一つとして2004年に設立されるも、2016年9月1日に廃止されて同裁判所が有していた権限は同じくCJEUの一つを構成する一般裁判所に移管された。

## 概要
ニース条約では特定分野の紛争に対応する専門裁判所 (英: Specialised courts) の設置が認められるようになった。これを受けて2004年11月2日、EUの立法機関である欧州連合理事会は公務員裁判所の設置に関する決議を採択した。これにより、2005年まで第一審裁判所 (2009年に一般裁判所に改称) で扱われてきたEU職員の労使紛争を処理する使命を持つこととなった。公務員裁判所の決定についての上訴は、欧州司法裁判所でなされる例外的な案件を除いて、法律の解釈に関するものについて第一審裁判所/一般裁判所に係属されていた。しかしCJEU全体の業務量増加に対応して一般裁判所の裁判官が増加したことに伴い、一般裁判所に吸収されることとなった。
欧州連合公務員裁判所が対象とするEUの職員は約4万人にも上り、実際に扱った紛争件数は年間約150件程度であった。その内容は、給与などの金銭面だけでなく、人材育成・キャリア、人事採用、懲戒処分など多岐にわたった。

## 構成
欧州連合理事会によって任命された7名の裁判官で欧州連合公務員裁判所は構成されていた。任期は6年で再任可能であった。

### 長官
| 年          | 長官                 |
| ----------- | -------------------- |
| 2005 - 2011 | ポール・J・マホニー  |
| 2011 - 2016 | Sean Van Raepenbusch |